# Чечевичник
Чечеви́чник (Rhodopechys) — рід горобцеподібних птахів родини в'юркових (Fringillidae). Представники цього роду мешкають в Азії і Африці.

## Види
Виділяють два види:
- Чечевичник малиновокрилий (Rhodopechys sanguineus)[3]
- Чечевичник африканський (Rhodopechys alienus)[4]

## Етимологія
Наукова назва роду Rhodopechys походить від сполучення слів дав.-гр. ῥοδον — троянда і πηχυς — передпліччя.. 